# Acmaeodera quadrizonata
Acmaeodera quadrizonata ist ein Käfer aus der Familie der Prachtkäfer und der Unterfamilie Polycestinae. Die Gattung Acmaeodera ist in Europa mit drei Untergattungen vertreten, Acmaeodera quadrizonata gehört zur Untergattung Acmaeotethya, welche in Europa mit elf Arten und zahlreichen Unterarten vertreten ist. Weltweit werden bei GBIF 532 Arten der Gattung Acmaeodera gelistet.

## Bemerkungen zum Namen
Die Erstbeschreibung des Käfers erfolgte 1891 durch Abeille de Perrin unter dem noch heute gültigen Namen Acmaeodera 4-zonata. Der Artname quadrizonata ist von lat. „quáttuor“ – in Verbindungen „quádri“ – für „vier“, und lat. „zonātus, a, um“ für „mit einem Gürtel umgeben“ abgeleitet. Er bezieht sich darauf, dass die Flügeldecken vier Querbinden tragen. Der Gattungsname Acmaeodera geht auf Eschscholtz 1829 zurück. Er ist von altgr. ακμαίος „akmāīos“ für „kräftig“ und δέρη „dére“ für „Hals“ abgeleitet. Eschscholtz grenzt die Gattung durch das hinten gerade abgeschnittene Halsschild von ähnlichen Gattungen ab.
Abeille de Perrin unterschied den Käfer in seiner Erstbeschreibung von der Art Acmaeodera ottomana, die von Imre Friváldszky schon 1837 teilweise aus demselben Verbreitungsgebiet beschrieben worden war. Außerdem findet man in der Literatur die Schreibweise Acmaeodera quadrizona statt Acmaeodera quadrizonata.

## Beschreibung des Käfers
Der längliche, nur wenig gewölbte Käfer wird 6,5 bis 10,8 Millimeter, gewöhnlich sieben bis acht Millimeter lang. Er kann bei flüchtiger Betrachtung mit Acmaeodera ottomana verwechselt werden. Der Körper ist jedoch schwarz ohne grünlichen oder bläulichen Schimmer, und es gibt nur ausnahmsweise eine Längsverbindung zwischen den roten Querbinden der Flügeldecken.(Bild).
Der Kopf ist ziemlich lang rotbraun behaart. Die elfgliedrigen Fühler sind vor den Augen eingelenkt und ab dem vierten Glied schwach gesägt.
Der Halsschild ist mit welligen, aufrechten, weißen und braunen Haaren bedeckt. Er ist breiter als lang, die Seiten nur wenig nach außen gewölbt. Die breiteste Stelle des Halsschilds liegt deutlich hinter der Mitte. Der Halsschild zeigt einen wenig markanten und sich nach hinten verbreiternden Längseindruck. Nahe der Basis befinden sich drei Grübchen. Der Halsschild ist deutlich punktiert, seitlich sind die Punkte in Längsrillen angeordnet. Die Basis des Halsschilds verläuft gerade und ist längs geriffelt. In dem breiten Bereich des Halsschilds können seitlich je ein roter Fleck vorkommen.
Das Schildchen fehlt.
Die Flügeldecken sind etwas schmaler als der Halsschild an der breitesten Stelle. Sie tragen vier rot-orange, gezackte Querbinden, die an der Naht breit unterbrochen sind. Sie sind deutlich voneinander getrennt, höchstens die ersten beiden Querbinden können längs miteinander verbunden sein. Obenberger benennt zwölf Varianten der Flügeldeckenzeichnung und bildet zehn davon auch ab. Hinter der Schulter ist eine fast glatte Längsbeule ausgebildet. Die Flügeldecken sind deutlich gestreift, die Intervalle sind flach und grob punktiert. Die Flügeldecken sind nach hinten gerichtet behaart. Der Rand der Flügeldecken ist unter den Schultern etwas ausgerandet. Hier werden die Hautflügel während des Fluges bewegt, während die an der Naht miteinander verwachsenen Flügeldecken geschlossen bleiben (Bild).
Die Schienen der Vorderbeine verbreitern sich zum Tarsus hin deutlich. Die Tarsen sind alle fünfgliedrig.

## Biologie
Der Käfer entwickelt sich in einzeln stehenden Laubbäumen (Eichen, Feigen, Maulbeergewächse), beispielsweise an Straßenrändern. Die Funde des Käfers in Griechenland liegen zwischen Anfang April und dem zweiten Drittel des Juni. Man findet die Käfer dann an und unter der Rinde der Brutbäume und auf gelben Blüten.

## Verbreitung
Acmaeodera quadrizonata ist eine pontomediterran verbreitete Art. Man findet sie in Bulgarien, Griechenland, der Türkei, Israel, Syrien, Jordanien und dem Libanon, außerdem im Iran. Sie sind von Kreta, Zypern, dem Dodekanes, den Zykladen und den Nordägäischen Inseln gemeldet.